# Chris Konopka
Christopher Konopka (Toms Rivers, Nueva Jersey, Estados Unidos; 14 de abril de 1985) es un exfutbolista estadounidense. Jugaba de guardameta.
Konopka jugó para el Toronto FC en la Major League Soccer de 2013 hasta 2015, ayudando al equipo a jugar los play-offs por primera vez en su historia.
Konopka es el primer futbolista estadounidense en ganar un doblete en la Liga irlandesa y ganar dos FAI Cup seguidas.

## Inicios
Konopka jugó a futbol y baloncesto en su escuela. Se unió a los juveniles del Jersey Shore Boca y en 2003 jugaba con el club en la Premier Development League. En 2004 jugó con los Jersey Falcons de la misma liga. En su etapa de universitario, compitió en la NCAA Division I para Providence College de 2003 a 2006.

## Trayectoria

### Kansas City Wizards
Knopka fue seleccionado por Kansas City Wizards en la tercera ronda del Draft suplemental de la MLS 2007. Se convirtió en el primer jugador del Providence Collegue en ser seleccionado en el draft de la MLS. Fue liberado por los Wizards al final de la temporada 2007. 

### Bohemians
Konopka firmó un contrato por un año con el Bohemian FC en marzo de 2008. Debutó el 1 de julio de 2008 contra el Derry City en la League Cup. En el club, ganó la A Championship de Irlanda y la FAI Cup en 2008. 

### Sporting Fingal
El 28 de julio de 2009, Konopka fichó por el Sporting Fingal de la Primera División de Irlanda.
Debutó el 2 de octubre de 2009 en el empate a dos contra Monaghan United. 

### Waterford United
Knopka se unió al Waterford United el 18 de diciembre de 2009 para la temporada 2010. Debutó el 5 de marzo en la victoria por 3-0 ante el Wexford Youths,

### Columbus Crew
Konopka fichó por el Columbus Crew de la Major League Soccer desde la MLS Goalkeeper Pool el 26 de julio de 2011. Solo jugó un amistoso contra el Newcastle United con el club, y no debutó a nivel profesional con los Crew.

### New York Red Bulls
Konopka firmó un préstamo de emergencia con los New York Red Bulls de la MLS el 13 de agosto de 2011. Debutó en la liga esa misma tarde en el empate 2-2 frente a Chicago Fire. Luego de este partido, su préstamo terminó.

### Philadelphia Union
El 2 de marzo de 2012 Konopka firmó con el Philadelphia Union. Debutó el 26 de mayo de 2012 en la derrota por la mínima ante Toronto FC.

### Toronto FC
Toronto FC fichó al jugador el 13 de septiembre de 2013.
Konopka debutó el 2 de mayo de 2015, en la victoria por 1-0 ante su anterior club, Philadelphia Union.
Fue nombrado en el equipo de la semana de la MLS el 18 de mayo de 2015, por sus cinco atajadas en el empate 1-1 ante New England Revolution.

### Ross Country
El 8 de marzo de 2016, Konopka se unió al Ross County de la Premiership de Escocia hasta el final de la temporada 2015-16. Fue el arquero suplente del equipo en la final de la Copa de la Liga de Escocia 2015-16 en la victoria 2-1 ante el Hibernian.

### Portland Timbers
Konopka regresó a la MLS y firmó por el Portland Timbers el 28 de julio de 2016.

### FC Edmonton
El 15 de febrero de 2017, Konopka firmó por el FC Edmonton de la North American Soccer League. 

### Cardiff City
El 8 de marzo de 2018, Konopka firmó por el Cardiff City de la EFL Championship, como arquero suplente de Neil Etheridge y Brian Murphy.

### Minnesota United
Konopka se unió al Minnesota United de la MLS como préstamo de emergencia. Estuvo en la banca en el encuentros contra Columbus Crew el 28 de octubre de 2018.

### Tampa Bay Rowdies
El 27 de febrero de 2019 Konopka fichó por el Tampa Bay Rowdies de la USL Championship. Dejó el club al término de la temporada 2019.

## Clubes
| Club                | País           | Año       |
| ------------------- | -------------- | --------- |
| Jersey Falcons      | Estados Unidos | 2004      |
| Kansas City Wizards | Estados Unidos | 2007      |
| Bohemian FC         | Irlanda        | 2008      |
| Sporting Fingal     | Irlanda        | 2009      |
| Waterford United    | Irlanda        | 2010      |
| New York Red Bulls  | Estados Unidos | 2011      |
| Philadelphia Union  | Estados Unidos | 2012-2013 |
| Toronto FC          | Canadá         | 2013-2015 |
| Toronto FC II       | Canadá         | 2015      |
| Ross County         | Escocia        | 2016      |
| Portland Timbers    | Estados Unidos | 2016      |
| FC Edmonton         | Estados Unidos | 2017      |
| Cardiff City        | Gales          | 2018      |
| Minnesota United    | Estados Unidos | 2018      |
| Tampa Bay Rowdies   | Estados Unidos | 2019      |

## Estadísticas
Actualizado al 8 de marzo de 2018.
| Club | Div.          | Temporada     | Liga  | Liga  | Copa Nacional(1) | Copa Nacional(1) | League Cup(2) | League Cup(2) | Continental | Continental | Total | Total |
| Club | Div.          | Temporada     | Part. | Goles | Part.            | Goles            | Part.         | Goles         | Part.       | Goles       | Part. | Goles |
| Kansas City Wizards Estados Unidos |               |               |       |       |                  |                  |               |               |             |             |       |       |
| 1.ª | 2007          | 0             | 0     | 0     | 0                | 0                | 0             | 0             | 0           | 0           | 0     |       |
| Total club | Total club    | 0             | 0     | 0     | 0                | 0                | 0             | 0             | 0           | 0           | 0     |       |
| Bohemians Irlanda |               |               |       |       |                  |                  |               |               |             |             |       |       |
| 1.ª | 2008          | 0             | 0     | 0     | 0                | 1                | 0             | 0             | 0           | 1           | 0     |       |
| Total club | Total club    | 0             | 0     | 0     | 0                | 1                | 0             | 0             | 0           | 1           | 0     |       |
| Sporting Fingal Irlanda |               |               |       |       |                  |                  |               |               |             |             |       |       |
| 2.ª | 2009          | 3             | 0     | 1     | 0                | 0                | 0             | 0             | 0           | 4           | 0     |       |
| Total club | Total club    | 3             | 0     | 1     | 0                | 0                | 0             | 0             | 0           | 4           | 0     |       |
| Waterford United Irlanda |               |               |       |       |                  |                  |               |               |             |             |       |       |
| 2.ª | 2010          | 12            | 0     | 1     | 0                | 2                | 0             | 0             | 0           | 15          | 0     |       |
| Total club | Total club    | 12            | 0     | 1     | 0                | 2                | 0             | 0             | 0           | 15          | 0     |       |
| Columbus Crew Estados Unidos |               |               |       |       |                  |                  |               |               |             |             |       |       |
| 1.ª | 2011          | 0             | 0     | 0     | 0                | 0                | 0             | 0             | 0           | 0           | 0     |       |
| Total club | Total club    | 0             | 0     | 0     | 0                | 0                | 0             | 0             | 0           | 0           | 0     |       |
| New York Red Bulls Estados Unidos |               |               |       |       |                  |                  |               |               |             |             |       |       |
| 1.ª | 2011          | 1             | 0     | 0     | 0                | 0                | 0             | 0             | 0           | 1           | 0     |       |
| Total club | Total club    | 1             | 0     | 0     | 0                | 0                | 0             | 0             | 0           | 1           | 0     |       |
| Philadelphia Union Estados Unidos |               |               |       |       |                  |                  |               |               |             |             |       |       |
| 1.ª | 2012          | 1             | 0     | 1     | 0                | 0                | 0             | 0             | 0           | 2           | 0     |       |
| 1.ª | 2013          | 0             | 0     | 0     | 0                | 0                | 0             | 0             | 0           | 0           | 0     |       |
| Total club | Total club    | 1             | 0     | 1     | 0                | 0                | 0             | 0             | 0           | 2           | 0     |       |
| Toronto · Canadá |               |               |       |       |                  |                  |               |               |             |             |       |       |
| 1.ª | 2013          | 0             | 0     | 0     | 0                | 0                | 0             | 0             | 0           | 0           | 0     |       |
| 1.ª | 2014          | 0             | 0     | 0     | 0                | 0                | 0             | 0             | 0           | 0           | 0     |       |
| 1.ª | 2015          | 21            | 0     | 2     | 0                | 1                | 0             | 0             | 0           | 24          | 0     |       |
| Total club | Total club    | 21            | 0     | 2     | 0                | 1                | 0             | 0             | 0           | 24          | 0     |       |
| Toronto FC II (préstamo) · Canadá |               |               |       |       |                  |                  |               |               |             |             |       |       |
| 3.ª | 2015          | 1             | 0     | 0     | 0                | 0                | 0             | 0             | 0           | 1           | 0     |       |
| Total club | Total club    | 1             | 0     | 0     | 0                | 0                | 0             | 0             | 0           | 1           | 0     |       |
| Ross County Escocia |               |               |       |       |                  |                  |               |               |             |             |       |       |
| 1.ª | 2015-16       | 0             | 0     | 0     | 0                | 0                | 0             | 0             | 0           | 0           | 0     |       |
| Total club | Total club    | 0             | 0     | 0     | 0                | 0                | 0             | 0             | 0           | 0           | 0     |       |
| Portland Timbers Estados Unidos |               |               |       |       |                  |                  |               |               |             |             |       |       |
| 1.ª | 2016          | 0             | 0     | 0     | 0                | 0                | 0             | 0             | 0           | 0           | 0     |       |
| Total club | Total club    | 0             | 0     | 0     | 0                | 0                | 0             | 0             | 0           | 0           | 0     |       |
| FC Edmonton Estados Unidos |               |               |       |       |                  |                  |               |               |             |             |       |       |
| 2.ª | 2017          | 9             | 0     | 0     | 0                | 0                | 0             | 0             | 0           | 9           | 0     |       |
| Total club | Total club    | 9             | 0     | 0     | 0                | 0                | 0             | 0             | 0           | 9           | 0     |       |
| Cardiff City F.C Inglaterra |               |               |       |       |                  |                  |               |               |             |             |       |       |
| 2.ª | 2017-18       | 0             | 0     | 0     | 0                | 0                | 0             | 0             | 0           | 0           | 0     |       |
| Total club | Total club    | 0             | 0     | 0     | 0                | 0                | 0             | 0             | 0           | 0           | 0     |       |
| Total carrera | Total carrera | Total carrera | 48    | 0     | 5                | 0                | 4             | 0             | 0           | 0           | 57    | 0     |
| (1) Incluye Copa de Irlanda, Lamar Hunt U.S. Open Cup y Campeonato Canadiense de Fútbol.(2) Incluye Copa de la Liga de Irlanda y MLS Cup Playoffs |               |               |       |       |                  |                  |               |               |             |             |       |       |

## Palmarés

### Títulos nacionales
| Título                     | Club             | País    | Año     |
| -------------------------- | ---------------- | ------- | ------- |
| Liga irlandesa de fútbol   | Bohemians        | Irlanda | 2008    |
| Copa de Irlanda            | Bohemians        | Irlanda | 2008    |
| Copa de Irlanda            | Sporting Fingal  | Irlanda | 2009    |
| Munster Senior Cup         | Waterford United | Irlanda | 2010    |
| Copa de la Liga de Escocia | Ross County      | Escocia | 2015-16 |